# シューア補行列
線型代数学関連分野におけるシューア補行列（シューアほぎょうれつ、英: Schur complement; シューア補元）は区分行列に対して定義される。名称はイサイ・シューアがシューアの補題の証明に用いたことに由来するが、それ以前からの使用が認められる。これを Schur complement と呼び始めたのはエミリー・ヘインズワースである。シューア補行列は数値解析 (特に数値線形代数) や統計学、行列解析の分野では主要な道具の一つとなっている。

## 定義
行列 A, B, C, D のサイズをそれぞれ p × p, p × q, q × p, q × q として区分行列 {\displaystyle M:={\begin{pmatrix}A&B\\C&D\end{pmatrix}}} を考える。全体として M は (p + q) × (p + q) 行列になっている。以下本項で M と書けば断りなくこの区分行列を意味するものとする。
D が正則であるとき、区分行列 M の区画 D に関するシューア補行列とは {\displaystyle M/D:=A-BD^{-1}C} で定義される p × p 行列を言う。同様に A が正則であるとき、M の A に関するシューア補行列とは {\displaystyle M/A:=D-CA^{-1}B} で定義される q × q 行列を言う。
A や D が正則でない場合にも、逆行列の代わりに一般化逆行列を用いることにより、一般化シューア補行列を定義することはできる。

## 背景
シューア補行列は上記の行列 M にブロック下半三角行列 {\displaystyle L:={\begin{pmatrix}I_{p}&0\\-D^{-1}C&I_{q}\end{pmatrix}}}（Ip は p × p 単位行列）を右から掛けるという形でガウス消去法を施した結果として生じる（L を掛ければ、上側の p × p 行列としてシューア補行列が現れる）。実際、行列の積は {\displaystyle {\begin{aligned}ML&={\begin{pmatrix}A&B\\C&D\end{pmatrix}}{\begin{pmatrix}I_{p}&0\\-D^{-1}C&I_{q}\end{pmatrix}}={\begin{pmatrix}A-BD^{-1}C&B\\0&D\end{pmatrix}}\\[4pt]&={\begin{pmatrix}I_{p}&BD^{-1}\\0&I_{q}\end{pmatrix}}{\begin{pmatrix}A-BD^{-1}C&0\\0&D\end{pmatrix}}\end{aligned}}} となっている。これはLDU分解のブロック行列版となるもので、実際 M について解けば {\displaystyle {\begin{pmatrix}A&B\\C&D\end{pmatrix}}={\begin{pmatrix}I_{p}&BD^{-1}\\0&I_{q}\end{pmatrix}}{\begin{pmatrix}A-BD^{-1}C&0\\0&D\end{pmatrix}}{\begin{pmatrix}I_{p}&0\\D^{-1}C&I_{q}\end{pmatrix}}} であり、M の逆行列は D が正則かつ D に関するシューア補行列の逆行列が（存在するならば）既知のときには、D, M/D の逆行列だけから {\displaystyle {\begin{aligned}{\begin{pmatrix}A&B\\C&D\end{pmatrix}}^{-1}&={\begin{pmatrix}I_{p}&0\\-D^{-1}C&I_{q}\end{pmatrix}}{\begin{pmatrix}(A-BD^{-1}C)^{-1}&0\\0&D^{-1}\end{pmatrix}}{\begin{pmatrix}I_{p}&-BD^{-1}\\0&I_{q}\end{pmatrix}}\\[4pt]&={\begin{pmatrix}(M/D)^{-1}&-(M/D)^{-1}BD^{-1}\\-D^{-1}C(M/D)^{-1}&(M/A)^{-1}\end{pmatrix}}\end{aligned}}} と計算できる。
行列の反転補題の項では、上記の式と A, D の役割を入れ替えて同様の導出をした式との間の関係性が詳しく述べられる。

## 性質
- 区分行列 M が正定値対称行列ならば、シューア補行列 M/D もそうである。
- A, B, C, D が全てスカラー（p = q = 1）のとき、2 × 2 行列の逆行列の公式 {\displaystyle M^{-1}={\frac {1}{AD-BC}}{\begin{pmatrix}D&-B\\-C&A\end{pmatrix}}} はよく知られている（ただし AD − BC は零でないものとする）。
- 一般のサイズの場合、A が正則とすれば {\displaystyle M^{-1}={\begin{pmatrix}A^{-1}+A^{-1}B(M/A)^{-1}CA^{-1}&-A^{-1}B(M/A)^{-1}\\-(M/A)^{-1}CA^{-1}&(M/A)^{-1}\end{pmatrix}}} が逆行列の存在する限りにおいて成立する。
- 区分行列 M の行列式は明らかに {\displaystyle \det(M)=\det(D)\det(M/D)=\det(D)\det(A-BD^{-1}C)} で計算できる。これは 2 × 2 行列の行列式の定義式を区分行列版に一般化したものと見なせる。
- ガットマンの階数加法定理: 区分行列 M の階数は {\textstyle \operatorname {rank} (M)=\operatorname {rank} (D)+\operatorname {rank} (M/D)} で与えられる。
- ヘインズワースの慣性加法定理（英語版）: 区分行列 M の慣性指数は A の慣性指数と M/A の慣性指数との和に等しい。

## 線型方程式の解法への応用
x, a が p-次元列ベクトル、y, b が q-次元列ベクトルで、区分行列 M が上記の如く与えられているとき、線型方程式系 {\displaystyle {\begin{aligned}Ax+By&=a\\Cx+Dy&=b\end{aligned}}} の解法にシューア補行列は自然に表れる。D が可逆のとき、下の式に BD−1 を掛けて上の式から引けば {\displaystyle (M/D)x=a-BD^{-1}b} を得るから、シューア補行列 M/D も可逆ならば、x について解ける（さらに {\textstyle Cx+Dy=b} から y も分かる）。これにより、もともとのサイズ (p + q) × (p + q) の係数行列の逆行列を計算する問題が、それぞれのサイズが p × p と q × q のふたつの行列の逆行列を計算することに帰着される。実用上は、このアルゴリズムが数値的に良い評価を与えるようにするために、D が十分素性が良いものとなるような条件を課す。
電気工学においては、このことをしばしばノード除去 (node elimination) やクロン縮約などと言う。

## 確率論・統計学への応用
確率列ベクトル X および Y はそれぞれ Rn および Rm を動くものとし、ベクトル (X, Y) ∈ Rn+m は共分散が正定値対称行列 {\displaystyle \Sigma :={\begin{pmatrix}A&B\\B^{\top }&C\end{pmatrix}}} で与えられる多変量正規分布に従うものとする。ただし、{\textstyle A\in \mathbb {R} ^{n\times n}} は X の共分散行列、{\textstyle C\in \mathbb {R} ^{m\times m}} は Y の共分散行列、{\textstyle B\in \mathbb {R} ^{n\times m}} は X と Y の間の共分散行列である。
このとき、Y が既知であるときの X の条件付き共分散 Cov(X | Y)は C に関する Σ のシューア補行列によって {\displaystyle \operatorname {Cov} (X\mid Y)=\Sigma /C} と与えられる（条件付き期待値は {\textstyle \operatorname {E} (X\mid Y)=\operatorname {E} (X)+BC^{-1}(Y-\operatorname {E} (Y))} となる）。
上記の如く Σ を（しかし確率ベクトルの共分散としてではなく）標本共分散として与えたならば、ウィッシャート分布に従う。この場合、シューア補行列 Σ/C もまたウィッシャート分布に従う。

## 定値性の判定条件
対称行列 X は {\displaystyle X:={\begin{pmatrix}A&B\\B^{\top }&C\end{pmatrix}}} で与えられるものとする。このとき、X の A および C に関するシューア補行列は {\displaystyle X/A=C-B^{\top }A^{-1}B,\quad X/C=A-BC^{-1}B^{\top }} と書ける。
1. X が正定値となるための必要十分条件は、A および X/A がともに正定値となることである: {\displaystyle X\succ 0\iff A\succ 0\land X/A\succ 0.}
2. X が正定値となるための必要十分条件は C および X/C がともに正定値となることである: {\displaystyle X\succ 0\iff C\succ 0,X/C\succ 0.}
3. A が正定値のとき、X が半正定値となるための必要十分条件は X/A が半正定値となることである。
4. C が正定値のとき、X が半正定値となるための必要十分条件は X/C が半正定値となることである。

1. および 3. は u を止めて v の函数とみた量 {\displaystyle u^{\top }Au+2v^{\top }B^{\top }u+v^{\top }Cv} の最小化を考えることで導出できる。さらに、{\displaystyle {\begin{pmatrix}A&B\\B^{\top }&C\end{pmatrix}}\succ 0\iff {\begin{pmatrix}C&B^{\top }\\B&A\end{pmatrix}}\succ 0} である（半正定値でも同様のことが言える）から、1. および 3. からそれぞれ 2. および 4. が直ちに得られる。
同じように、一般化シューア補行列を用いても X の半正定値性を判定する必要十分条件を述べることができる。つまり、Ag を A の一般化逆行列とすれば {\displaystyle X\succeq 0\iff A\succeq 0,C-B^{\top }A^{g}B\succeq 0,(I-AA^{g})B=0} および {\displaystyle X\succeq 0\iff C\succeq 0,A-BC^{g}B^{\top }\succeq 0,(I-CC^{g})B^{\top }=0} が成り立つ。